# جوي بانغ
جوي بانغ (بالإنجليزية: Joy Bang)‏ هي ممثلة أمريكية، ولدت في 15 يونيو 1945 بكانساس سيتي في الولايات المتحدة.

## وصلات خارجية
- جوي بانغ على موقع IMDb (الإنجليزية)
- جوي بانغ على موقع قاعدة بيانات برودواي على الإنترنت (الإنجليزية)
- جوي بانغ على موقع إن إن دي بي (الإنجليزية)
- جوي بانغ على موقع قاعدة بيانات الفيلم (الإنجليزية)